# Eslamshahr

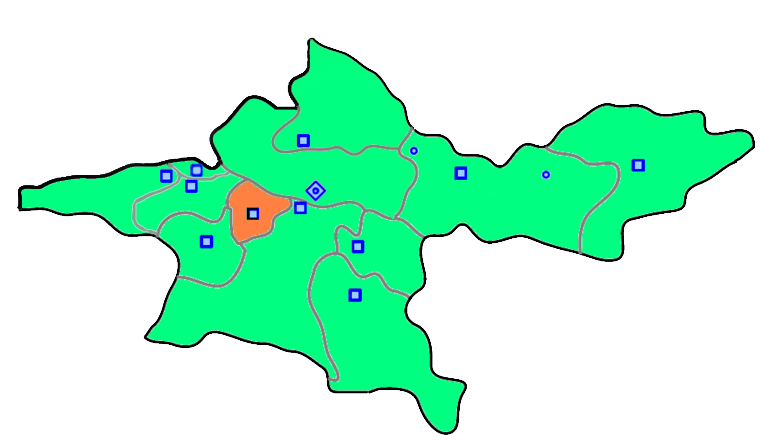
Comitatul Eslamshahr din provincia Teheran din Iran

Eslamshahr este un oraș din Iran.